# 7172 Multatuli
Bản mẫu:Norefs
7172 Multatuli (1988 DE2) là một tiểu hành tinh vành đai chính được phát hiện ngày 17 tháng 2 năm 1988 bởi E. W. Elst ở Đài thiên văn Nam Âu.